# Lanugo deserti
Lanugo deserti là một loài tò vò trong họ Ichneumonidae.